# Lee Jae-myung
Lee Jae-myung, född 8 december 1963, i Andong, är en sydkoreansk politiker och sedan 4 juni 2025 landets president.